# Than Paing
Than Paing (သန်းပိုင်; Hsipaw, 6 dicembre 1996) è un calciatore birmano, attaccante del Kanchanaburi Power.

## Carriera

### Club
Gioca nella massima serie birmana nello Yangon United, con cui nel 2016 gioca una partita nei turni preliminari di AFC Champions League; negli anni seguenti gioca inoltre anche 10 partite in AFC Cup, nel corso delle quali realizza complessivamente 4 reti.

### Nazionale
Ha giocato 5 partite e segnato un gol nel campionato asiatico Under-19 del 2014, al termine del quale la Birmania ha ottenuto la qualificazione ai Mondiali Under-20 del 2015, per i quali Tun è stato successivamente convocato.
Il 29 novembre 2014 ha esordito con la nazionale maggiore giocando gli ultimi 4 minuti della partita della ASEAN Football Championship persa per 2-0 contro la Thailandia.
Il 30 maggio 2015 ha esordito nei Mondiali Under-20 disputando da titolare la partita persa per 2-1 dalla sua nazionale contro i pari età degli Stati Uniti; in seguito ha giocato anche nelle due partite perse contro Ucraina e Nuova Zelanda.
Negli anni seguenti continua a giocare stabilmente in nazionale maggiore: tra il 2014 ed il 2019 vi totalizza infatti complessivamente 22 presenze ed una rete.

## Palmarès

### Club

#### Competizioni nazionali
- Campionato birmano di calcio: 2

Yangon United: 2015, 2018